# Rats, kuch en bonen

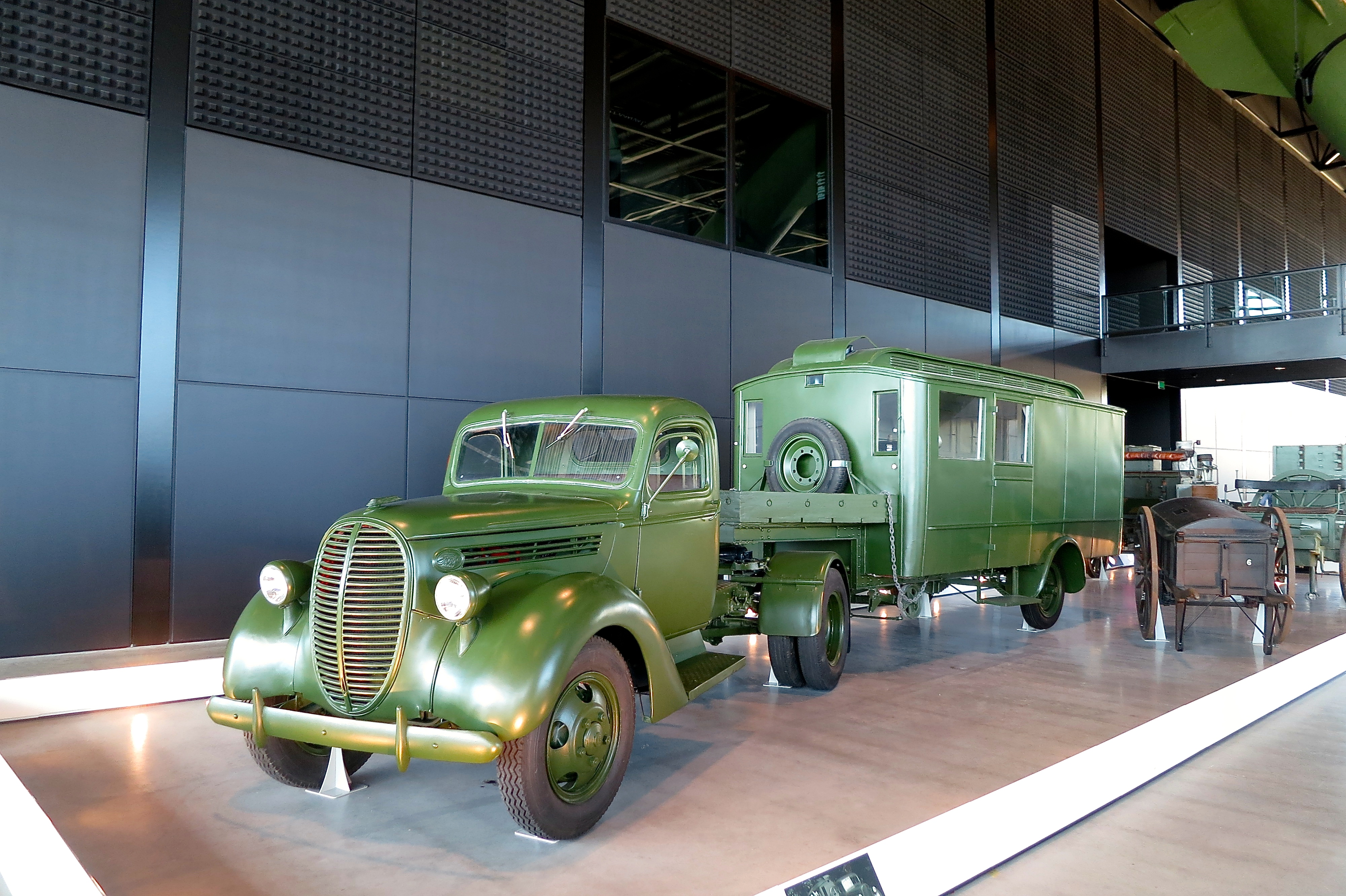
Keukenwagen van het Nederlandse leger gebruikt in de mobilisatietijd 1939-40

Rats, kuch en bonen is een liedtekst van Ferry van Delden die wordt gezongen op de melodie van het Tsjechische Škoda lásky van componist Jaromír Vejvoda. De in die tijd bekende zanger Lou Bandy bezong er in november 1939 het soldatenleven in de mobilisatietijd mee. Het beschrijft onder andere het dagelijkse soldatenmenu. Rats heeft betrekking op stamppot van een paar dagen oud, kuch is munitiebrood en bonen waren de dagelijkse toevoeging aan het menu. 
In 1934 werd het nummer in Duitsland uitgebracht in een uitvoering van de accordeonist Will Glahé met de titel Rosamunde. In 1939 kreeg het nummer in de Verenigde Staten bekendheid door een versie van de Andrews Sisters met hun versie Beer Barrel Polka. Het werd een soldatenlied. Will Glahé bracht Rosamunde daarna ook in de Verenigde Staten uit, en deze versie stond in juni 1939 op de eerste plaats in de Amerikaanse hitparade. De melodie werd later wederom bekend van de Duitse versie Rosamunde, die begin 1975 in de schlagerversie van Dennie Christian een grote hit was in de Benelux. De Franse versie heet Frida oum papa en is de opkomstmars van voetbalclub Olympique Marseille.